# Isotima anupama
Isotima anupama är en stekelart som beskrevs av Sudheer och T.C. Narendran 2006. Isotima anupama ingår i släktet Isotima och familjen brokparasitsteklar. Inga underarter finns listade i Catalogue of Life.